# Godwinov zakon
Godwinov zakon (također Godwinovo pravilo analogije s nacizmom odnosno Godwinov zakon analogije s nacizmom) šaljiva je primjedba Mikea Godwina iz 1990. godine koja je postala internetska poslovica. Kaže: "Što internetska rasprava postaje većom, vjerojatnost da će se pojaviti usporedba s nacistima ili Hitlerom se približava jedinici." Drugim riječima, Godwin je primijetio ako prođe dovoljno vremena, neizbježno će u svakoj internetskoj raspravi, neglede teme ili raspona, netko nešto iz rasprave usporediti sa stavovima Hitlera i nacista.